# Trapped (canción)
«Trapped» es el tercer sencillo del álbum 2Pacalypse Now de 2Pac, que trata sobre la brutalidad policial. El primer verso, 2Pac cuenta una historia de como ha sido acosado por la policía, e incluso disparado. A continuación, disparó su arma, debido a que sería ridiculizado por las chicas si no lo hacía. Más adelante se ve a 2Pac corriendo delante de la policía y finalmente siendo atrapado. Finaliza la canción con las palabras: "Prefiero morir a estar atrapado y vivir en el infierno".
El video musical de la canción cuenta con Shock G cantando el coro y muestra a 2Pac en la cárcel. Aparece como bonus en el DVD de Tupac Resurrection.
"Trapped" samplea la canción "Holy Ghost" de Bar-Kays y "The Spank" de James Brown. En 1998 fue incluido en el álbum Greatest Hits.

## Lista de canciones
- A1 "Trapped" (LP Version) (4:50)

Voces de fondo - Dank, Shock G, Wiz
Productor - Pee-Wee
- A2 "Trapped" (Instrumental Mix) (5:26)

Productor - Pee-Wee
- B1 "The Lunatic" (LP Version) (3:31)

Productor - Shock G
- B2 "The Lunatic" (Instrumental Mix) (3:31)

Productor - Shock G]